# Síndrome de Stauffer
El síndrome de Stauffer fue descrito inicialmente por el Doctor Maurice H.Stauffer, un gastroenterólogo de la clínica Mayo en Rochester. Esta condición consiste en una constelación de síntomas y signos de disfunción hepática que coinciden con la presencia de un carcinoma de células renales, y , más raramente, en conexión a otros carcinomas. Las anormalidades hepáticas no se deben a infilitración tumoral en el hígado, ni tampoco a la presencia de una enfermedad hepática, son exclusivamente debido a la presencia de un síndrome paraneoplásico

## Descripción
El síndrome de Stauffer causa alteración en las pruebas hepáticas,en especial aquellas relacionadas con la presencia de colestasia (GGT y FA). Los síntomas y signos se resuelven al tratar el carcinoma renal subyacente

## Epónimo
El Doctor Stauffer fue el primero en caracterizar el síndrome en 1961, con el nombre original de "hepatomegalia nefrogénica.